# Flavio Insinna
Flavio Insinna es un actor italiano nacido el 3 de julio de 1965 en Roma (Italia).

## Biografía
Flavio nació en Roma. En 1986, sin éxito, después de solicitar el ingreso en los carabinieri, se inscribió en la escuela Alessandro Fersen, y en 1990 se graduó de la prestigiosa Gigi Proietti de Laboratorio di esercitazioni sceniche en Roma.
Entre sus papeles más populares está el del Capitán Anceschi en "Don Matteo" para la televisión Rai Uno, que protagonizó junto a Terence Hill y Nino Frassica.
En 2004 actuó en la película "Don Bosco" como protagonista.
Más recientemente, actuó en "Ho Sposato Uno Sbirro". Tuvo su primera comedia de situación de televisión en Rai Uno sin demasiado éxito, "Cotti e mangiati" ("Cocinado y comido"), y presentó "Affari Tuoi" (el "Deal or No Deal" italiano) desde 2006 hasta el 6 de junio de 2008, concurso en el que su sentido del humor único y pensamientos profundos le dieron popularidad con los espectadores y los concursantes por igual.
Él mismo se describe como un "artesano" de su oficio. Flavio tiene una personalidad viva e inusual, expresiva de su modestia, bondad e inteligencia. Versátil y sensible, muestra un fuerte sentido irónico del humor, siendo a la vez profundamente religioso.